# Brede wolfsmelk
Brede wolfsmelk (Euphorbia platyphyllos) is een eenjarige plant die behoort tot de wolfsmelkfamilie (Eurphorbiaceae). De soort staat op de Nederlandse Rode lijst van planten als een soort die in Nederland zeer zeldzaam en sterk afgenomen is. Deze plant is wettelijk beschermd sinds 1 januari 2017 door de Wet Natuurbescherming. De plant komt voor in de gematigde gebieden van het noordelijk halfrond.
De plant wordt 30-60 cm hoog. De eironde, 1,5-4 cm lange bladeren hebben een iets hartvormige voet en zijn licht- of geelachtig groen. De spitse top is fijn getand.
Brede wolfsmelk bloeit van juli tot in september met meestal vijfstralige schermen. De bloeiwijze is een cyathium. De driehoekige schutbladen onder de bloempjes lijken net normale blaadjes en kleuren in een ouder stadium paars. De eenslachtige bloem heeft halvemaanvormige klieren zonder hoorntjes. De vruchtkleppen hebben langs de middennerf en langs de groeven halfbolvormige wratten.

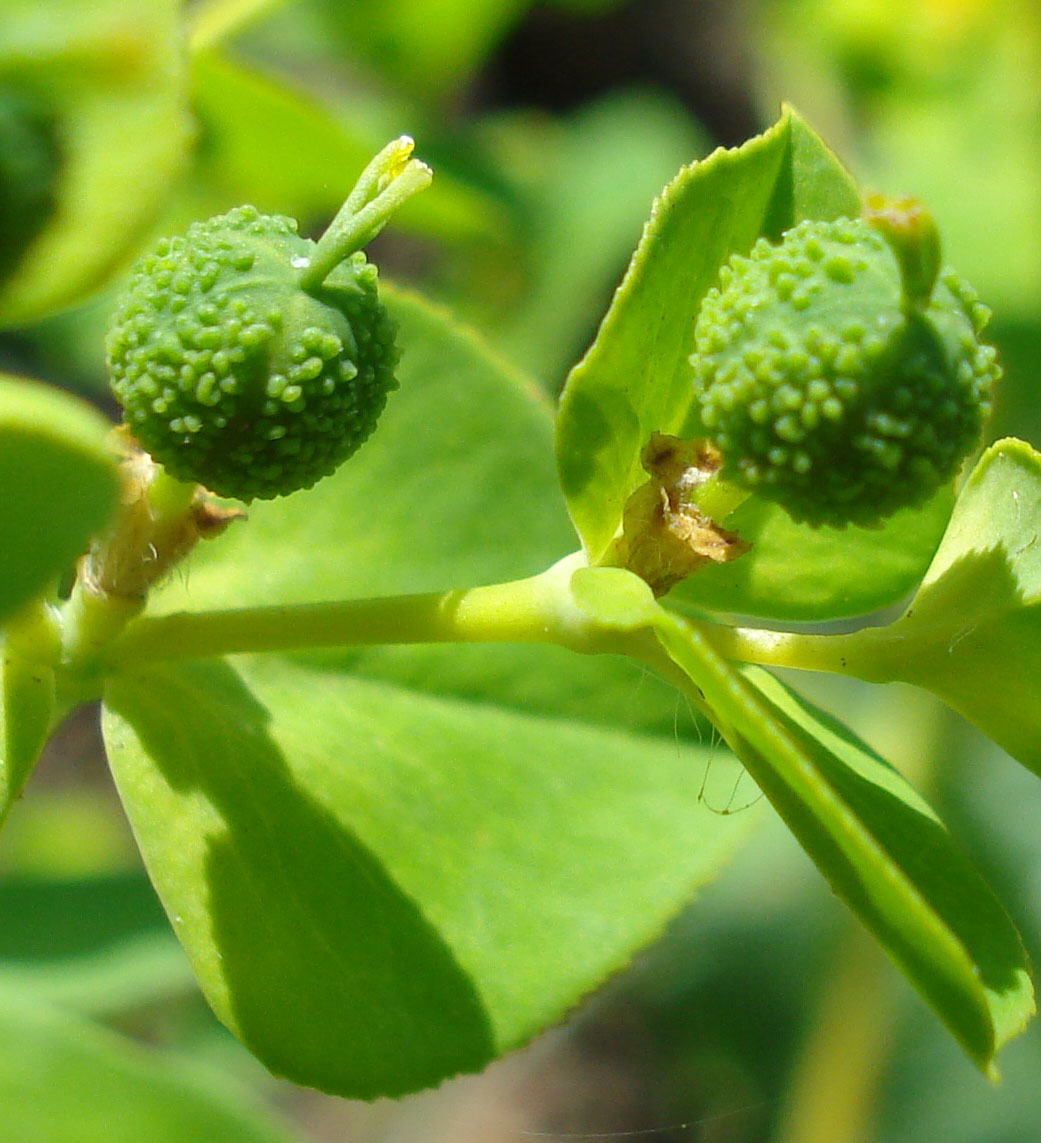
Vruchten

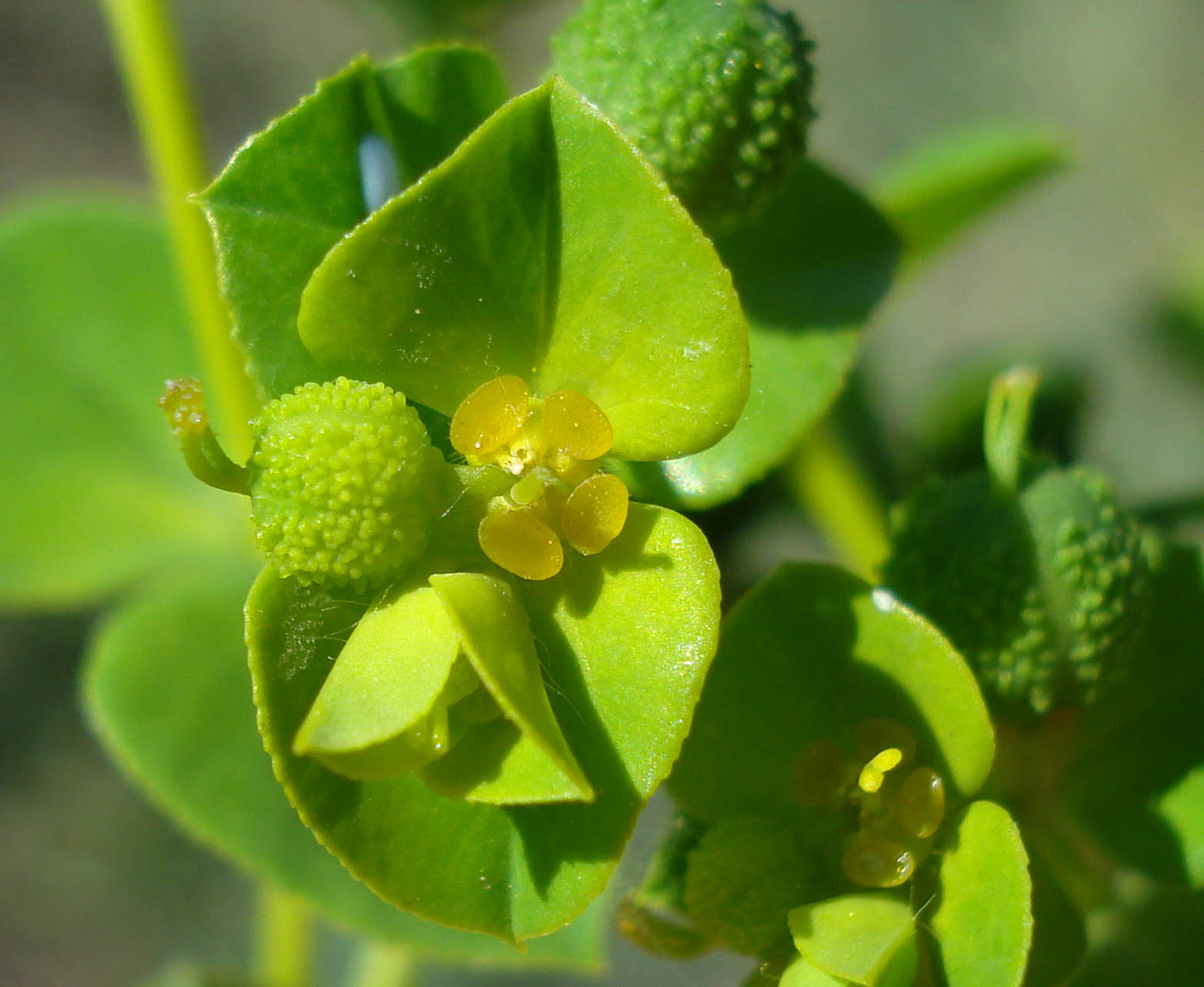
Klieren

De vrucht is een 2-3 mm brede, driekluizige vrucht met één, olijfbruin, 1,8-2,2 mm lang zaadje per kluis.
De plant komt voor op bouwland met vochtige, kalkhoudende kleigrond.